# Эверглейд (тауншип, Миннесота)
Эверглейд (англ. Everglade) — тауншип в округе Стивенс, Миннесота, США. На 2000 год его население составило 128 человек.

## География
По данным Бюро переписи населения США площадь тауншипа составляет 93,5 км², из которых 93,4 км² занимает суша, а 0,1 км² — вода (0,14 %).

## Демография
По данным переписи населения 2000 года здесь находились 128 человек, 47 домохозяйств и 35 семей. Плотность населения —  1,4 чел./км². На территории тауншипа расположено 49 построек со средней плотностью 0,5 построек на один квадратный километр. Расовый состав населения: 99,22 % белых и 0,78 % приходится на две или более других рас.
Из 47 домохозяйств в 36,2 % воспитывались дети до 18 лет, в 68,1 % проживали супружеские пары, в 4,3 % проживали незамужние женщины и в 25,5 % домохозяйств проживали несемейные люди. 23,4 % домохозяйств состояли из одного человека, при том 14,9 % из — одиноких пожилых людей старше 65 лет. Средний размер домохозяйства — 2,72, а семьи — 3,20 человека.
28,9 % населения — младше 18 лет, 7,8 % — в возрасте от 18 до 24 лет, 25,0 % — от 25 до 44, 22,7 % — от 45 до 64, и 15,6 % — старше 65 лет. Средний возраст — 40 лет. На каждые 100 женщин приходилось 109,8 мужчин. На каждые 100 женщин старше 18 приходилось 116,7 мужчин.
Средний годовой доход домохозяйства составлял 56 042 доллара, а средний годовой доход семьи —  57 292 доллара. Средний доход мужчин —  32 188  долларов, в то время как у женщин — 11 250. Доход на душу населения составил 21 022 доллара. За чертой бедности не находилась ни одна семья и 1,4 % всего населения тауншипа, из которых 8,7 % старше 65 лет.